# Шилвенский завод
Шилвенский (также Шильвенский, Шильвинский, Боровецкий) медеплави́льный заво́д — небольшой металлургический завод в Западном Приуралье, действовавший с 1734 по 1875 год. Входил в состав Шилвенского горного округа.

## История
23 марта 1731 года казанский купец Иван Евсеевич Небогатов получил разрешение Берг-коллегии на строительство медеплавильного завода на реке Шилве, в 40 верстах от Мензелинска, в 25 верстах к от Елабуги на землях ясачных татар. После смерти И. Е. Небогатова в 1732 году строительство завода продолжили его сыновья Иван и Кирилл. Запуск завода состоялся 4 июля 1734 года. По состоянию на 1735 год к заводу было приписано 275 ясачных крестьян Зюрейской дороги.
Руда поступала на завод с четырёх принадлежащих ему 4 рудников: Мелинский (1), Пакшинский (60), Семеновский (200) и Сердюковский (200). В 1745 году в составе завода действовали 3 медеплавильных печи, гармахерский горн, 6 печей для обжига руды на роштейн, 2 штыковых и 1 пробирный горн и вспомогательное оборудование. Собственной лесной дачи завод не имел, древесина для заготовки угля поставлялась из казённых лесов. В 1750 году завод выплавил 461 пуда меди.
В 1773—1774 годах Шилвенский завод простаивал из-за событий Пугачёвского восстания, не получив значительного урона. В этот период на заводе числилось 144 мастеровых и работных вольнонаёмных людей. В 1749 году земли под завод были арендованы у башкир Сарайли-Минской волости Казанской дороги.
В 1776 году на заводе было выплавлено 457 пудов меди. В конце XVIII века годовая производительность завода составляла 300—400 пудов, в отдельные годы достигая 800—1000 пудов.
В 1795 году в составе завода действовали 4 медеплавильных печи, гармахерский горн, шплейзофен и вспомогательное оборудование. Собственные рудники к этому времени были выработаны, руда на завода поставлялась казанским купцом Кобелевым с собственных рудников. Штат завода состоял из 209 вольнонаёмных мастеровых и работных людей. В 1800 году на заводе было выплавлено 389 пудов меди.
В 1808 году на заводе работали 4 медеплавильных печи, руда поставлялась казанским купцом Ивановым из Зайчешминского рудника, расположенного в 80 верстах от завода, по 2 рубля 50 копеек за пуд.
С 1751 года (после смерти Ивана Ивановича Небогатова 30 января 1750 года) заводовладельцами были К. И. Небогатов и А. В. Литвинов. В 1755 году К. И. Небогатов заложил половину завода П. Л. Красильникову, но не смог расплатиться по долгам. С 1757 года заводом владели П. Л. Красильников и А. В. Литвинов, с 1763 года — Красильниковы. В 1797 году Н. П. Красильников продал завод уфимскому купцу А. М. Подъячеву, отличавшемуся жестокостью по отношению к рабочим и известному махинациями с незаконным присвоением рудников и лесов. В 1859 году за долги завода был передан в казённое управление.
В 1835 году на заводе числилось 333 крепостных крестьян мужского пола и 355 женского. В 1840 году на заводе было выплавлено 899 пудов меди.
В начале 1860-х годов на заводе действовало 3 медеплавильных печи, 2 гармахерских горна и шплейзофен. Штат завода состоял из 388 рабочих. Руда поступала с 12 рудников. После отмены крепостного права численность рабочих сократилась до 232 человек. Объёмы выплавки снизились с 1570 пудов меди и 1544 пудов медистого чугуна в 1860 году до соответственно 1045 и 1152 пудов в 1861 году. В 1862 году было выплавлено 794 пуда меди, в 1863 году — 858 пудов; в 1864 году — 700 пудов, в 1865 году — 700 пудов меди.
В 1869 году выплавка меди была прекращена из-за истощения рудников и финансовыми осложнениями. Продать завод в частные руки не удалось. В 1875 году завод был окончательно закрыт.